# Marine Partaud
Marine Partaud (* 9. November 1994 in Poitiers) ist eine französische Tennisspielerin.

## Karriere
Partaud begann mit acht Jahren das Tennisspielen. Sie spielt vorrangig Turniere des ITF Women’s Circuit, auf denen sie bislang vier Einzel- und elf Doppeltitel gewinnen konnte.
In der deutschen 2. Tennis-Bundesliga spielte Marine Partaud 2018 und 2019 für den  Marienburger SC.

## Turniersiege

### Einzel
| Nr. | Datum              | Turnier  | Kategorie   | Belag        | Finalgegnerin          | Ergebnis  |
| --- | ------------------ | -------- | ----------- | ------------ | ---------------------- | --------- |
| 1.  | 15. September 2012 | Lleida   | ITF $10.000 | Sand         | Tatiana Búa            | 6:4, 6:4  |
| 2.  | 26. März 2017      | Le Havre | ITF $15.000 | Sand (Halle) | Priscilla Heise        | 6:1, 7:5  |
| 3.  | 28. August 2017    | Mrągowo  | ITF $15.000 | Sand         | Monika Kilnarová       | 7:64, 6:1 |
| 4.  | 21. März 2021      | Gonesse  | ITF $15.000 | Sand (Halle) | Jéssica Bouzas Maneiro | 6:4, 6:3  |

### Doppel
| Nr. | Datum              | Turnier                    | Kategorie   | Belag             | Partnerin             | Finalgegnerinnen                            | Ergebnis           |
| --- | ------------------ | -------------------------- | ----------- | ----------------- | --------------------- | ------------------------------------------- | ------------------ |
| 1.  | 6. Dezember 2013   | Borriol                    | ITF $10.000 | Sand              | Léolia Jeanjean       | Tina Tehrani Mandy Wagemaker                | 4:6, 6:1, [10:3]   |
| 2.  | 18. April 2015     | Kairo                      | ITF $10.000 | Hartplatz         | Naomi Totka           | Barbara Kötelesová Tereza Mihaliková        | 6:2, 7:5           |
| 3.  | 18. September 2015 | Tlemcen                    | ITF $10.000 | Sand              | Déborah Kerfs         | Amandine Cazeaux Nora Niedmers              | 6:3, 4:6, [10:6]   |
| 4.  | 25. September 2015 | Algier                     | ITF $10.000 | Sand              | Déborah Kerfs         | Amandine Cazeaux Nora Niedmers              | 3:6, 6:2, [10:2]   |
| 5.  | 18. März 2016      | Gonesse                    | ITF $10.000 | Sand (Halle)      | Laëtitia Sarrazin     | Valentini Grammatikopoulou Justyna Jegiołka | 6:1, 3:6, [10:6]   |
| 6.  | 20. August 2016    | Las Palmas de Gran Canaria | ITF $10.000 | Sand              | Jacqueline Cabaj Awad | Yvonne Cavalle-Reimers Charlotte Roemer     | 1:6, 7:5, [10:8]   |
| 7.  | 25. August 2017    | Mrągowo                    | ITF $15.000 | Sand              | Angelica Moratelli    | Akiko Okuda Kelly Williford                 | 6:2, 6:3           |
| 8.  | 24. August 2019    | Braunschweig               | ITF $25.000 | Sand              | Polina Leikina        | Oqgul Omonmurodova Albina Xabibulina        | 6:4, 1:6, [10:5]   |
| 9.  | 18. Januar 2020    | Fort-de-France             | ITF $25.000 | Hartplatz         | Audrey Albié          | Alexandra Riley Jamilah Snells              | 6:2, 7:63          |
| 10. | 28. Februar 2020   | Mâcon                      | ITF $25.000 | Hartplatz (Halle) | Audrey Albié          | Miriam Bulgaru Estelle Cascino              | 3:6, 7:63, [12:10] |
| 11. | 29. August 2020    | Alkmaar                    | ITF $15.000 | Sand              | Suzan Lamens          | Eva Vedder Stéphanie Visscher               | 7:5, 7:63          |